# オンサイト
オンサイトはフリークライミングにおける完登の一様式である。
目標のルートについて情報をもたないまま最初のトライで完登することがオンサイトである。いくつかある完登スタイル（後述）の中でもっとも価値の高いものであるとされている。
オンサイトトライとは、あるクライマーがあるルートのオンサイトを狙ったトライ、すなわちそのクライマーにとってそのルートを初めて登るときのトライを指す。
また、フリークライミングのコンペ（競技会）では、リード競技およびボルダリング競技はどの選手も他選手の登りを見られずかつ自分で登る練習も事前にできないという方法で行われるのが原則であるが、これをオンサイト方式と呼ぶ。
完登スタイルにはオンサイトのほかに、他者の登る様子を事前にみていてもよいフラッシング（フラッシュともいう）がある。少なくともリードクライミングにおいてはフラッシングよりはオンサイトのほうが価値が高いとされる。一回以上のトライ失敗ののちに完登した場合はレッドポイントと呼ばれ、フラッシングよりさらに価値は低く見られる（厳密にはすべてのプロテクションを自分でセットしながら完登した場合がレッドポイントであり、そうでないプリセット状態の場合はピンクポイントと呼ばれてきたが、現在ではナチュラルプロテクションのルートに関してのみこの区別が用いられることが一般的である。すなわち、ボルトルートにおいてはクイックドローが事前にセットしてあった状態における完登に関しても、レッドポイントと呼ばれることが多い）。
なお、ボルダリングにおいてはオンサイト、フラッシングを厳密に区別せず、両者をフラッシングと総称することもある。日本では、オンサイトすることに対して「一撃する」という俗語が用いられることもある。ちなみにフランス語では「ア・ヴュ」である。